# Героическая кермесса
«Героическая кермесса» (фр. La Кermesse Héroïque) — романтическая комедия режиссёра Жака Фейдера, снятая во Франции в 1935 году. Образчик поэтического реализма во французском кинематографе 1930-х гг.
Фильм снят Фейдером с различными актёрами в двух версиях: французской и немецкой («Die klugen Frauen», дословно Мудрые женщины). В этих фильмах только одна общая актриса — исполнительница главной роли Франсуаза Розе (жена режиссёра, снимавшаяся во многих его картинах).

## Сюжет
В 1616 году Фландрия находится под властью Испании. В городке Бом готовятся к проведению традиционной кермессы (ярмарки и карнавала). Жители узнают, что к городу приближается большой отряд испанского герцога Оливареса, чтобы расположиться здесь на постой. Опасаясь грабежей и изнасилований, городской совет предлагает инсценировать смерть главы города и организовать соответствующий траур, чтобы мрачностью обстановки изменить планы испанцев на отдых. Но Корнелия — жена бургомистра (Розе), — презрительно отвергает трусливую стратегию мужа и организует других женщин на оборону города в своём духе. Интриги и проделки дам не только заставили испанцев воздержаться от недостойного поведения, но и вынудили Оливареса простить Буму налоги и подати за целый год. Одновременно хитрой интригой Корнелия разрушает планы супруга выдать их дочь замуж за местного мясника и возвращает её в объятия влюблённого молодого художника.

## В ролях
Французская версия:
- Франсуаза Розе — Корнелия
- Андре Алерм — Корбус де Витт, бургомистр
- Жан Мура́ — герцог Оливарес
- Луи Жуве — священник

## Создание и премьера
«Героическая кермесса» стала третьим из фильмов, который Жак Фейдер снял в традиции поэтического реализма в течение короткого периода после возвращения из США (первый — «Большая игра», второй — Пансион «Мимоза»). Все фильмы созданы в соавторстве со сценаристом Шарлем Спааком и Франсуазой Розе в главных ролях. Помощником режиссёра выступил будущий классик поэтического реализма Марсель Карне.
В 1935 году уже шли разговоры о возможной оккупации и сотрудничестве французского правительства с нацистскими властями. Некоторые участники съёмочной группы открыто выражали сожаление по поводу «нацистского влияния» в фильме. Картину с энтузиазмом оценили в Германии, премьера состоялась в Берлине 15 января 1936 года в присутствии Геббельса. Тем не менее через несколько дней после начала Второй мировой войны (1939) фильм был запрещен в Германии и оккупированных странах Европы. Жак Фейдер и Франсуаза Розе искали убежища в Швейцарии.

## Критика
- Time Out Film Guide (1989): «Перл, хотя и не самый крупный, довоенного французского кино. Фейдер задался целью вернуть к жизни фламандскую живопись и выполнил свою задачу почти идеально, мастерское использование студийных декораций сочетая с блистательной операторской работой Стрэдлинга. Фильм не даёт прямых ответов относительно политики оккупации: к чему он призывает — к коллаборационизму или к диверсиям? Как бы то ни было, это совершенно добродушная комедия об отношениях полов»[2].
- Жак Лурсель (1992): «В этом достаточно перехваленном классическом фильме больше видимости таланта, нежели таланта подлинного. Большой бюджет, большая массовка. Визуальный ряд отделан тщательно, равно как и костюмы и декорации, созданные Лазаром Меерсоном при помощи Александра Тронера и Жоржа Вакевича. (Получается, что над этим фильмом работали 3 самых известных французских художника-декоратора.) Но нет вдохновения, или же оно дышит на ладан, хотя фильм мог бы стать живым и забавнейшим фарсом. Вступление занимает половину картины. Во 2-й половине действие продвигается мало и медленно. Жуве играет чуть ли не самую неинтересную и безликую роль в своей карьере; впрочем, ни один персонаж не обладает подлинной выразительностью».[3]
- Дэйв Кер: «В год своей премьеры наивная притча о добродетельном непротивлении злу пришлась не по вкусу ни одной из противоборствующих политических партий: французские патриоты усмотрели в ней одобрение коллаборационизма, а нацисты разглядели в испанских оккупантах пародию на самих себя. Фейдер же задумывал фильм, далёкий от политики: бесхитростный фарс в декорациях брейгелевской фантазии»[4].

## Награды
- 1936 год — награда Национального совета кинокритиков США за лучший зарубежный фильм;
- 1936 год — Венецианский кинофестиваль: награда Жаку Фейдеру, как лучшему режиссёру, номинация на главный приз фестиваля — «кубок Муссолини»;
- 1937 год — награда Совета кинокритиков Нью-Йорка за лучший фильм на иностранном языке;
- 1938 год — награда ведущего киноведческого журнала Японии «Kinema Junpo» за лучшую картину на иностранном языке.